# Wolja (Partei)
Wolja (bulgarisch Партия Воля Partija Wolja, „Wille“) (früher Dnes und davor Liberale Allianz) ist eine populistische Partei in Bulgarien.

## Geschichte
Die Partei wurde am 15. Juli 2007 von Wesselin Mareschki als Liberale Allianz gegründet, wurde kurze darauf zu Dnes umbenannt und am 21. November 2016 wurde der heutige Name Wolja eingeführt.

## Wahlergebnisse
| Jahr      | Stimmen            | Anteil             | Mandate                                    | Platz              |
| --------- | ------------------ | ------------------ | ------------------------------------------ | ------------------ |
| 2009      | —                  | —                  | 0/240                                      | —                  |
| 2013      | 8.873              | 0,3 %              | 0/240                                      | 19.                |
| 2014      | —                  | —                  | 0/240                                      | —                  |
| 2017      | 145.637            | 4,2 %              | 12/240                                     | 5.                 |
| Apr. 2021 | 75.921             | 2,3 %              | 0/240 (als Teil der Wolja-NFSB)            | 10.                |
| Jul. 2021 | 85.796             | 3,1 %              | 0/240 (als Teil der Bulgarische Patrioten) | 7.                 |
| Nov. 2021 | 7.081              | 0,3 %              | 0/240                                      | 16.                |
| 2022      | nicht teilgenommen | nicht teilgenommen | nicht teilgenommen                         | nicht teilgenommen |

| Jahr | Stimmen | Anteil | Mandate | Platz |
| ---- | ------- | ------ | ------- | ----- |
| 2019 | 70.830  | 3,6 %  | 0/17    | 6.    |